# Mimoglenea fuchsi
Mimoglenea fuchsi – gatunek chrząszcza z rodziny kózkowatych i podrodziny zgrzypikowych. Jedyny przedstawiciel rodzaju Mimoglenea.

## Zasięg występowania
Gatunek ten występuje w Demokratycznej Republice Konga.